# Stevel Marc
Stevel Marc, pseudonimo di Stevel Mark McDonald (San San, 16 agosto 1983), è un attore e scrittore giamaicano con cittadinanza sudafricana.

## Biografia
Stevel Marc è nato a San San, nella Parrocchia di Portland, in Giamaica, da Carlton McDonald e Jasmine Williams, ha un fratello minore. Dopo essersi diplomato alla Titchfield High School è stato notato da Dwight Peters e ha lavorato brevemente come modello della Saint International Modelling Agency. Successivamente si è stabilito in Sudafrica e ha intrapreso la carriera di attore, apparendo in alcuni spot di aziende quali Samsung Mobile, Budweiser e Toyota e produzioni televisive quali Il triangolo delle Bermude, The Challenger e Of Good Report.
Nel 2015 pubblica il suo primo libro, The Refined Player: Sex, Lies, and Dates. Dal 2020 fino al 2022 interpreta uno dei personaggi principali della serie televisiva Professionals con Tom Welling, mentre, nel febbraio 2023 viene annunciato il suo ingresso nel cast della serie Netflix One Piece nel ruolo di Yasop, padre di Usop, interpretata da Jacob Romero Gibson.

## Filmografia

### Cinema
- My Zulu Promise, regia di Lineo Sekeleoane - cortometraggio (2013)
- Of Good Report, regia di Jahmil X.T. Qubeka (2013)
- Dear Betty, regia di Lara Cunha - cortometraggio (2014)
- Alien outpost - l'invasione (Outpost 37), regia di Jabbar Raisani (2014)
- Lifeline, regia di Fawaz Al-Matrouk - cortometraggio (2014)
- Adaption, regia di Joseph Paul - cortometraggio (2015)
- Winken Yummy, regia di Alister Conway - cortometraggio (2015)
- Happiness Is a Four-Letter Word, regia di Thabang Moleya (2016)
- Trinity: Mirrored Perceptions, regia di D'Angelo McCornell e Martel McCornell - cortometraggio (2016)
- Broken Darkness, regia di Christopher-Lee dos Santos (2017)
- Hell Trip, regia di Patrick Garcia (2018)
- The Influencers, regia di Richard Slesers - cortometraggio (2019)
- Un safari per Natale (Holiday in the Wild), regia di Ernie Barbarash (2019)
- Last Sacrament, regia di Patrick Garcia (2019)
- The Mauritanian, regia di Kevin Macdonald (2021)
- Insight, regia di Ken Zheng e Livi Zheng (2021)
- Office Invasion, regia di Gareth Crocker e Fred Wolmarans (2022)
- The Honeymoon, regia di Bianca Isaac (2023)
- In Bloom, regia di Dolapo Adeleke, Priyanka Banerjee e Nicole Teeny (2024)

### Televisione
- Il triangolo delle Bermude (The Triangle) - miniserie TV, episodio 1x01 (2005)
- Scandal! - serie TV, episodio 1x01 (2005)
- Generations - soap opera, puntata 1x206 (2009)
- The Challenger, regia di James Hawes - film TV (2013)
- My Super-Overactive Imagination - serie TV, episodio 4x01 (2015)
- Le avventure di Hooten & the Lady (Hooten & the Lady) - serie TV, 2 episodi (2016)
- Black Sails - serie TV, 2 episodi (2017)
- Fifty - serie TV, episodio 1x01 (2017)
- Happy Family - serie TV, episodio 1x01 (2017)
- Secrets & Scandals - serie TV, episodio 1x01 (2017)
- Unmarried, regia di Duduzile Zamantungwa Mabaso - film TV (2018)
- Body Defenders, regia di Patrick Garcia - film TV (2018)
- Lockdown - serie TV, 7 episodi (2018-2019)
- Deep State - serie TV, episodio 2x01 (2018)
- Noughts + Crosses - serie TV, 6 episodi (2020)
- Professionals - serie TV, 10 episodi (2020-2022)
- uBettina Wethu - serie TV, 5 episodi (2021)
- Theodore Roosevelt - miniserie TV, puntata 1x01 (2022)
- The River - serie TV, 2 episodi (2023)
- One Piece - serie TV, 3 episodi (2023-in corso)
- Sogno o son desto? (In Your Dreams) - serie TV, episodio 1x04 (2024)

## Libri
- Stevel Marc, The Refined Player: Sex, Lies, and Dates, Levetscram International, 2015, ISBN 978-0620671712.